# La joven de la perla (novela)
La joven de la perla es una novela histórica escrita en 1999 por Tracy Chevalier. La acción tiene lugar en Delft, Holanda y está inspirada en el cuadro de Vermeer La joven de la perla. Mediante la ficción, la autora imagina y relata las circunstancias bajo las que el cuadro fue pintado. En el año 2003 se filmó una película que es adaptación de la novela y lleva el mismo nombre.

## Argumento
En el siglo XVII, Griet, una chica de 16 años, vive con su familia en el barrio más pobre de Delft. Cuando el padre de Griet queda ciego en un accidente sufrido en un horno de cerámica, la joven se ve obligada a emplearse como criada en casa del pintor Vermeer. Al principio se encuentra un poco incómoda, pero pronto se acostumbra a su nueva vida.
Mientras sirve allí, la zona donde vive su familia es atacada por la peste bubónica, y la hermana de Griet fallece. En esos momentos, empieza un romance con Pieter, el hijo del carnicero. 
La relación de Griet con Vermeer va cambiando a medida que pasa el tiempo. Así comienza a hacer recados y tareas para él, pero sin que lo sepan los de la casa. Y cuando la modelo del pintor cae enferma, ella toma su lugar.
Mientras tanto, el rico y desenfrenado mecenas de Vermeer, van Ruijven, se fija en la muchacha y presiona a Vermeer para que los pinte juntos. Griet y Vermeer se muestran reacios al pedido del mecenas, debido al escándalo que se produjo la última vez que van Ruijven pintó una chica. Finalmente, Vermeer llega a un acuerdo y pinta a Griet sola. Pero la obliga a ponerse los pendientes de perlas de la esposa. Cuando ésta se entera, Griet debe marcharse.
Diez años más tarde, casada con Pieter y con dos hijos, es llamada a la casa del pintor. Vermeer ha muerto y como parte de su último deseo, recibe los dos pendientes de perlas, que más tarde empeña, saldando así la deuda entre el carnicero y los Vermeer.

## Personajes
- Griet - Una chica de dieciséis años que trabaja como sirvienta en la casa del pintor Vermeer.[1]
- Johannes Vermeer - Un pintor holandés y patrón de Griet.[1]
- Catharina Vermeer  - La esposa de Johannes Vermeer.[1]
- María Thins - La madre de Catharina.[1]
- Tanneke - La sirvienta familiar que en un principio le enseña a Griet con sus tareas.[1]
- Maertge - La hija mayor de Vermeer, quien se hace amiga de Griet.[1]
- Cornelia - La segunda hija de Vermeer, que es el personaje antagónico de Griet a lo largo de la novela.[1]
- Pieter - El hijo del carnicero, está enamorado de Griet.[1]
- Agnes - La hermana pequeña de Griet de 10 años, que muere de la peste.[1]
- Pieter van Ruijven - El patrono de Vermeer, que molesta a las criadas. Se fijó en Griet y pide un retrato de ella.[1]
- Frans - El hermano de Griet.[1]

## Ediciones
- 1999: HarperCollins, First UK edition. ISBN 0-002-25890-0
- 2000: Dutton. First US edition. ISBN 0-525-94527-X
- 2000: HarperCollins. First UK trade paperback edition. ISBN 0-006-51320-4
- 2001: Plume Press. US paperback edition. ISBN 0-452-28215-2
- 2003: HarperCollins. UK paperback film tie-in edition. ISBN 0-007-17282-6
- 2005: HarperCollins. UK special edition with full colour plates, published in celebration of one million copies sold. ISBN 0-007-21800-1